# 永平寺駅
永平寺駅（えいへいじえき）は、かつて福井県吉田郡永平寺町志比（しひ）にあった、京福電気鉄道永平寺線の駅で同線の終着駅である。永平寺の参拝客輸送のために設置された駅であったが、永平寺線の廃止に伴い廃駅となった。

## 歴史
- 1925年（大正14年）9月16日：永平寺鉄道の永平寺口駅（後の東古市駅、現在のえちぜん鉄道勝山永平寺線永平寺口駅） - 当駅間開業[2]、永平寺門前駅（えいへいじもんぜんえき）として開業[1]。
- 1938年（昭和13年）4月18日：永平寺寄りに約400m移転し、駅名を永平寺駅に改称[1]。
- 1944年（昭和19年）12月1日：永平寺鉄道が京福電気鉄道（京福）に吸収合併、同社の永平寺線の駅となる[1][3]。
- 2001年（平成13年）6月25日：京福越前本線（現在のえちぜん鉄道勝山永平寺線）保田駅 - 発坂駅間で発生した列車衝突事故（京福電気鉄道越前本線列車衝突事故）により運行休止[3]。
- 2002年（平成14年）10月21日：永平寺線東古市駅 - 当駅間の廃止に伴い廃駅[1][3]。

## 駅構造
相対式ホーム2面2線を有する地上駅であったが、運行本数が少なかったため駅舎側のホームのみを使用していた。

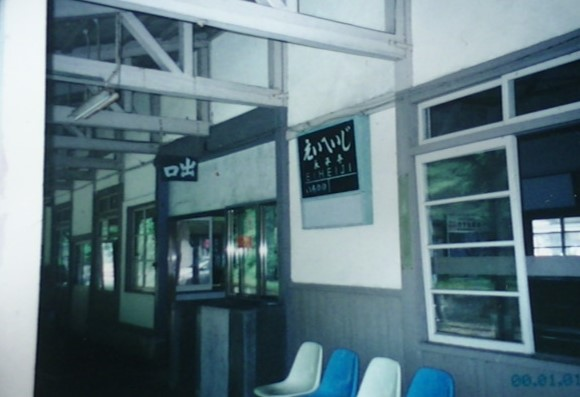
当駅改札口（2001年8月撮影 ※当時は営業休止中）
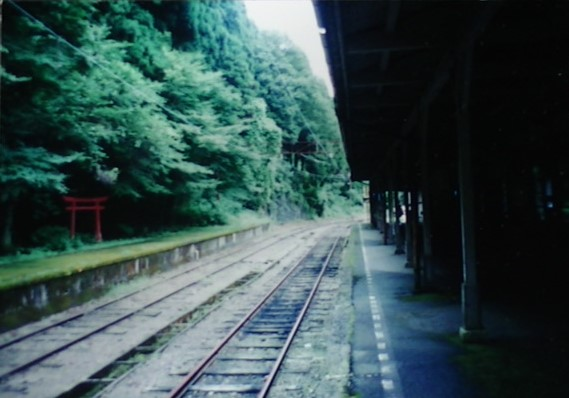
当駅構内（2001年8月撮影 ※当時は営業休止中）
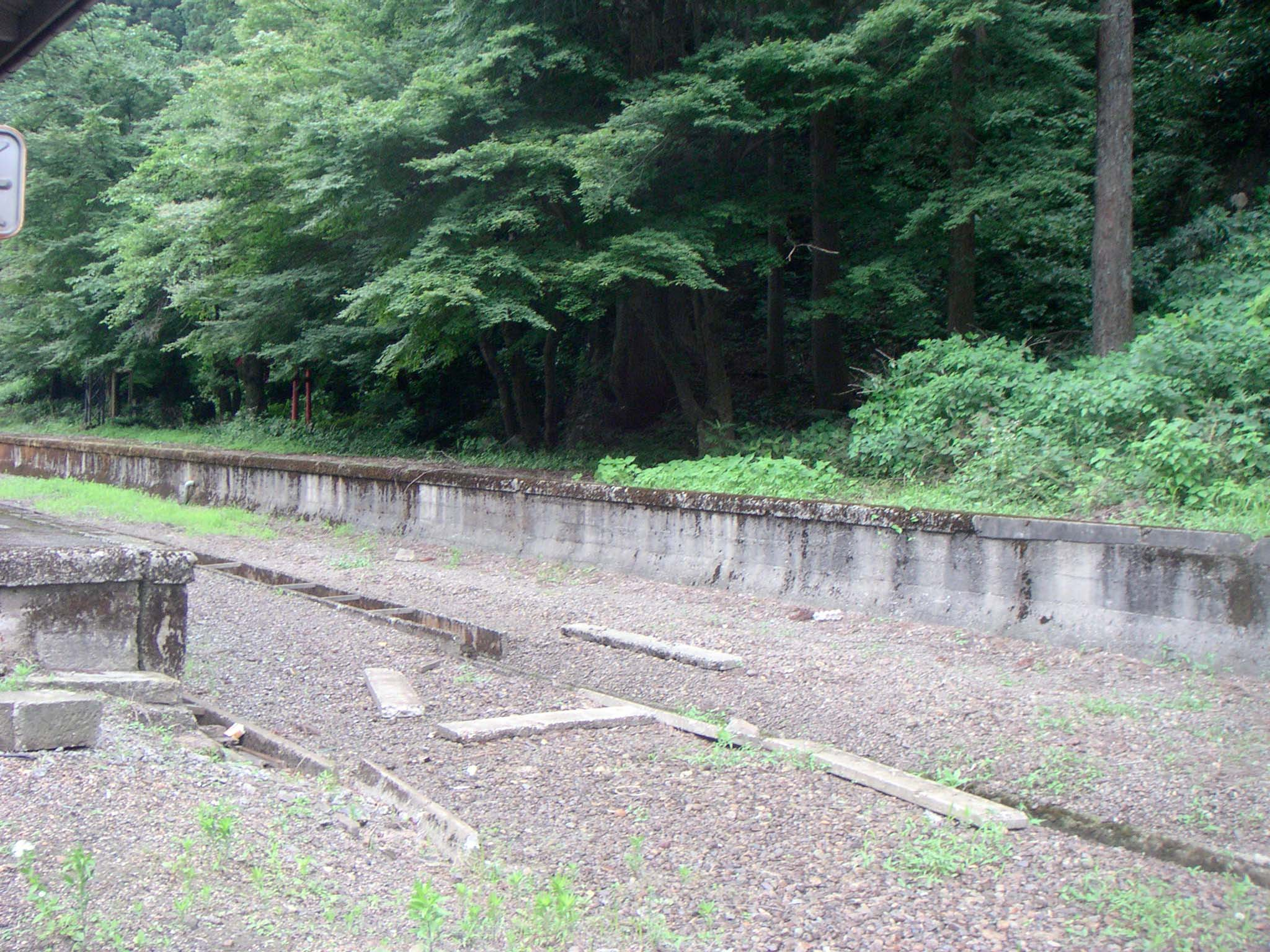
線路が撤去された駅構内（2005年7月）

## 駅周辺
- 吉祥山永平寺
- 国道364号

## 廃止後
駅廃止後はバスの待合室として使用されたが、後に解体されている。また、線路跡は「永平寺参ろーど」として整備された。

## 隣の駅
京福電気鉄道
永平寺線
市野々駅 - 永平寺駅